# Yakub Shamílov
Yakub Dzhambékovich Shamílov –en ruso, Якуб Джамбекович Шамилов– (Argún, 25 de abril de 1991) es un deportista ruso que compite en judo. Ganó una medalla de bronce en el Campeonato Mundial de Judo de 2021, en la categoría de –66 kg.

## Palmarés internacional
| Campeonato Mundial | Campeonato Mundial | Campeonato Mundial | Campeonato Mundial |
| Año                | Lugar              | Medalla            | Categoría          |
| ------------------ | ------------------ | ------------------ | ------------------ |
| 2021               | Budapest (Hungría) | Medalla de bronce  | –66 kg             |